# 哈比·比耶
哈比·比耶（法語：Habib Beye，1977年10月19日—）出生於法國上塞納省叙雷讷，是一名法國出生的前塞內加爾足球運動員，司職右閘，亦可出任中堅，現時執教法國全國聯賽球會巴黎紅星。

## 生平

### 球會
巴黎聖日耳門
1997年，比耶加盟巴黎聖日耳門。其後他在1998年轉投斯特拉斯堡。
斯特拉斯堡
1998年8月8日，他在主場對里昂的賽事中首次代表球會於聯賽上陣，最終雙方打和0-0，他首季總共代表球隊上陣了23場賽事。隨後的一季中，他僅僅錯過了5場聯賽賽事，他在1999年10月2日對波爾多的賽事中攻入其加盟以來的首球。2001年，比耶是斯特拉斯堡在法國盃決賽以互射十二碼擊敗丙級球會亞眠SC的賽事中的其中一員，與此同時，球會亦因奪冠而獲得在來季參與歐協的資格。他總共代表球會上陣了134場聯賽賽事及攻入8球。2003年，他加盟馬賽，這則轉會令很多人都感到驚訝，因為比耶本身已經是斯特拉斯堡重要球員。
馬賽
2003年，比耶由時任馬賽領隊艾倫·佩連以據報250萬歐羅的身價簽入。他加盟的首季，他參加了歐聯和歐協。他是協助馬賽打進2004年歐聯決賽的重要球員，他在對紐卡素的準決賽中出任中堅時表現出色，成功抵擋對方前鋒阿倫·舒利亞的進攻，然而球會最終在決賽以0-2的比分不敵華倫西亞。2006年，他雖然協助球隊打進法國盃決賽，不過球會最終以1-2的比分敗給巴黎聖日耳門，馬賽在2007年的法國盃決賽中則被索察以十二碼入球所擊敗而再次無緣法國盃。比耶效力馬賽期間被譽為法國的頂級後衛，並且在2006年獲得年度球迷票選最佳球員。他亦擔任了馬賽隊長達兩年的時間。
紐卡素
2007年8月31日，他以200萬英鎊的轉會費加盟紐卡素並簽訂了三年合約，時任紐卡素領隊森姆·艾拿戴斯表示對比耶的加盟感到高興。森姆·艾拿戴斯在後來球會網站的訪問中表示比耶是物超所值的，他和其國家隊隊友阿卜杜拉耶·戴安尼菲爾都是紐卡素買入的球員中最優秀的。
2007年9月17日，他在對打比郡的賽事進行至90分鐘時後備上陣而首次代表球會上陣。其後，他在對韋斯咸的賽事中首次代表球會正選上陣，他在賽事中的表現使很多紐卡素球迷都印象深刻。此後，他奪得了正選位置，其後在12月9日對伯明翰的賽事中，比耶在下半場傷停時間於門柱邊以一記頭球協助球隊以2-1勝出，這亦是他加盟以來的首球。
他防守的能力使紐卡素球迷推崇備至，另外在對富咸的賽事時，有些人首次以他的名字配合幸福的日子的調子開始高唱起來。
2008年5月22日，比耶在由紀事晚報所主辦的以球迷投票為基礎的調查中獲選為年紐卡素最佳球員。2008年5月23日，他獲了會方的年度紐卡素最佳球員，以及在8月22日被紐卡素殘疾人球迷協會選為該季最佳球員。
比耶由於受傷而錯過了2008/09球季初的賽事後，他於2008年10月20日對曼城的賽事中復出，然而他上陣僅僅12分鐘後便因侵犯對方球員羅賓奴而被逐，這亦是他效力紐卡素期間的首面紅牌。紐卡素對比耶的紅牌提出上訴，並10月23日聲稱已經撤銷了紅牌。2008/09球季結束後，紐卡素降班，而在球會的官方網頁的一篇文章中表明比耶打算留下來協助球會重返英超 。
然而，紐止素背後持續出現的問題，導致比耶為了挽救他的職業生涯而說自己會離開球會。
阿士東維拉
2009年8月6日，儘管侯城主席保羅·杜芬表明紐卡素已同意他們對比耶的出價，不過在緊接的一日，比耶最終與阿士東維拉簽約。2009/10球季，他在揭幕戰對韋根的賽事中後備入替而首次代表球會上陣，最終球會以0-2不敵對手。但比耶加盟後一直未受重用，兩季以來僅在各項賽事合共上陣16場，於2011/12年球季上半季亦僅於季初的英格蘭聯賽盃對上陣1次，在2011年11月21日獲借用到英冠球會唐卡士打，為期至翌年1月，期間上陣9場聯賽及場盃賽。2012年2月2日比耶與維拉提前解約。
唐卡士打
2012年2月13日比耶以自由身加盟唐卡士打，簽約18個月。

### 國家隊
比耶自2001年開始已是塞內加爾的常規球員，並代表塞內加爾隊上陣35場及攻入1球。2002年世界盃期間，他分別在對丹麥、烏拉圭和瑞典的賽事中後備入上陣。2008年，由於在非洲國家盃塞內加爾隊的表現，使比耶宣佈退出國家隊並努力專注於球會上。2008年8月20日，他被徵召出戰利比亞的友賽賽事，這意味著他要麼退休，若否則要上場。

## 獎項

### 個人
- 紐卡素年度最佳球員：2008

### 球會
斯特拉斯堡
- 法國盃冠軍：2001

馬賽
- 法國盃亞軍 (2)：2006、2007
- 歐洲足協盃亞軍：2004

## 外部連結
- 足球数据库：哈比·比耶的球员统计数据